# Tam Quam Tabula Rasa
I Tam Quam Tabula Rasa, anche conosciuti con la sigla T.Q.T.R., sono un gruppo rumorista appartenenti alla seconda ondata post-industriale italiana e formatosi nel 1987 a Rapallo.
I T.Q.T.R. sono spesso definiti come una delle prime "vie italiche al death industrial".

## Storia
Il gruppo nacque a Rapallo, in provincia di Genova nel 1987 dall'incontro di Luca Ferrarini, Marco Berisso, Paolo Gentiluomo, Roberto Soprani, che autoprodussero in quell'anno la loro prima cassetta Untitled. Nel 1988 la Minus Habens records pubblicò il loro secondo album dal titolo Locus Minoris Resistentiae (ristampato nel 2002 da Blade Records) presentando sonorità fatte di loop rumoristici sommati solo raramente da brevi strofe musicali dal sapore minimale, squarciati di sovente da una varia gamma di rumori, creando spesso una "reiterazione ritmica" risultante da una stratificazione di suoni, rumori e distorsioni.
Nel 1988 uscì Asàra-Lubàt Mauqmàt per la Misty Circles e nel 1989 Laborobiginisper la ADN (L'album sarà poi ristampato assieme al primo nel 2002 dalla milanese Blade Records), che secondo Antonello Cresti rappresenta ad oggi è uno degli apici della musica post-industriale di stampo sociale italiana. Altri critici invece vedono in altri album il compimento pieno dell'estetica dei T.Q.T.R.: In Absentia uscito nel 1989 per l'etichetta londinese Biotope Art Organization, Sarkàzein dello stesso anno per la Vilex Prod. S.p.A., o Noxia Blandimenta uscito nel 1990 per la tedesca ZNS Tapes.

## Componenti
- Luca Ferrarini
- Marco Berisso
- Paolo Gentiluomo
- Roberto Soprani

## Produzioni

### Album
- 1987 – Untitled (cassetta, autoproduzione)
- 1988 – Locus Minoris Resistentiae (cassetta, Minus Habens records)
- 1988 – Asàra-Lubàt Mauqmàt (cassetta, Misty Circles)
- 1989 – Laborobiginis (cassetta, ADN)
- 1989 – In Absentia (cassetta, Biotope Art Organization)
- 1989 – Ritmo Marcio (cassetta C40, Markus Schwill)
- 1989 – Sarkàzein (cassetta C30, Vilex Prod. S.p.A.)
- 1990 – Noxia Blandimenta (cassetta C60, ZNS Tapes)
- 1990 – Lacrymae Rervm "MCMXC" (cassetta C46, Old Europa Cafe)
- 1994 – Muleacenani (cassetta C46, Old Europa Cafe)
- 1999 – Edax Voluptatis (CDr, Blade Records)
- 2001 – Fabula Rasa (CD, Old Europa Cafe)
- 2022 – Egomachia (CD, Old Europa Cafe)
- 2023 – Dum Spiro (CD, Luce Sia!)
- 2024 - Concinnitas (CD, Luce Sia!)

### Album Ep
- 1995 – Cotidie Morimur (7", Drone Records)

### Album Split
- 1991 – D.O.D. / Leipsanon (CD- ZNS Tapes)split con MØHR
- 2003 – Kasha-Pâshâna (CD- Old Europa Cafe) split con i Troum e Kallabris
- 2025 – Pàthei Màthos (CD- LuceSia!)split con Illusion of Safety

### Raccolte
- 2003 – Asàra-Lubat Mauqmàt / Noxia Blandimenta (2xCDr, Old Europa Cafe)
- 2003 – Lacrymae Rerum / Muleacenani (2xCDr, Old Europa Cafe)